# Ђуро Радан
Ђуро Радан (Никшић, 16. септембар 1935 — Београд, 27. децембар 2003) био је југословенски ватерполиста.

## Спортска биографија
Рођен је 16. септембра 1935. године у Никшићу. Каријеру пливача и ватерполисте је почео 1948. године у Јадрану из Херцег Новог. Играо је на позицији ватерполо голмана. Био је део екипе Јадрана која је 1958. и 1959. године освојила прве титуле првака Југославије у историји клуба.
Био је члан сениорске репрезентације Југославије. Освојио је сребрну медаљу на Европском првенству 1962. године и бронзу 1966. године. Четврто место заузео је са репрезентацијом на Олимпијским играма, у Риму, 1960. године. Био је учесник на Медитеранским играма 1959. и на Универзијади 1961. године.
Преминуо је 27. децембра 2003. у 68 години у Београду.